# HNSKY
HNSKY (Hallo northern sky) – darmowy program (freeware), symulator planetarium dla systemu Microsoft Windows.
Program pozwala na sterowanie teleskopem za pomocą sterownika ASCOM. Bazę gwiazd w programie można rozbudować o dodatkowe katalogi.